# Kanton Podensac
Der Kanton Podensac war von 1790 bis 2015 ein französischer Wahlkreis im Arrondissement Langon, im Département Gironde und in der Region Aquitanien. Er umfasste 13 Gemeinden mit 19.727 Einwohnern (Stand: 2012).

## Geschichte
Der Kanton wurde am 4. März 1790 im Zuge der Einrichtung der Départements als Teil des damaligen Distrikts Bordeaux gegründet.
Mit der Gründung der Arrondissements am 17. Februar 1800 wurde der Kanton als Teil des damaligen Arrondissements Bordeaux neu zugeschnitten. Im Rahmen einer Verwaltungsreform wechselte der Kanton Podensac am 1. Mai 2006 vom Arrondissement Bordeaux zum Arrondissement Langon.
Siehe auch: Geschichte Département Gironde und Geschichte Arrondissement Bordeaux.

## Gemeinden
| Gemeinde                 | Einwohnerzahl | Postleitzahl | Code INSEE |
| ------------------------ | ------------- | ------------ | ---------- |
| Arbanats                 | 821           | 33640        | 33007      |
| Barsac                   | 1948          | 33720        | 33030      |
| Budos                    | 629           | 33720        | 33076      |
| Cérons                   | 1347          | 33720        | 33120      |
| Guillos                  | 357           | 33720        | 33197      |
| Illats                   | 1158          | 33720        | 33205      |
| Landiras                 | 1506          | 33720        | 33225      |
| Podensac                 | 2267          | 33720        | 33327      |
| Portets                  | 2001          | 33640        | 33334      |
| Preignac                 | 2026          | 33210        | 33337      |
| Pujols-sur-Ciron         | 722           | 33210        | 33343      |
| Saint-Michel-de-Rieufret | 498           | 33720        | 33452      |
| Virelade                 | 749           | 33720        | 33552      |